# Eilema complana
Eilema complana je vrsta moljca iz porodice Erebidae. Vrstu je po prvi put opisao Karl Line, u svom delu Systema naturae, 1758. godine.

## Rasprostranjenje, stanište i biljka hraniteljka
Vrsta je prisutna širom Evrope i u umerenim područjima Azije. Najčešći je predstavnik iz roda Eilema. Naseljava travnate čistine, rubove šuma, proplanke i pokazuje preferencije prema kserotermnim staništima, na kojima postoje kamenite, krečnjačke deonice. U stadijumu gusenice često se sreće u suburbanim staništima poput periferije gradova. Kao i mnogi pripadnici tribusa Lithosiini, hrani se mekim lišajevima, algama i mahovinama, čak i onim u raspadanju. Međutim, kako veliki deo dana provodi grejući se na lišću prisutne vegetacije, može se hraniti i mladim lišćem listopadnog drveća i zeljastim biljkama.

## Biologija vrste
Gusenica je stadijum u kom vrsta prezimljava, te se ona može susreti od prvih toplih dana (krajem februara ili početkom marta) do ranog leta. Adulti lete od juna do kraja avgusta. Kroz presvlačenja, gusenica se ne menja značajno u izgledu. Boja integumenta je tamno siva do crna, a prekriven je papiloznim osnovama koje nose grupisane, relativno kratke sete. Mediodorzalna linija nije upadljiva, i predstavljena je nešto tamnijom bojom. Subdorzalne linije sačinjavaju naizmenična bela i narandžasta polja, što gusenicu i čini prepoznatljivom. Raspon krila kod adulta ne prelazi 35mm, a položaj krila je karakterističan. Glava i obod prednjih krila su narandžasti, dok je ostatak siv i matiran. Donja krila su bledo žute boje.

## Galerija
- Zrela gusenica

## Spoljašnje veze
- Kimber, Ian. „72.046 BF2047 Scarce Footman Eilema complana (Linnaeus, 1758)”. UKMoths. Приступљено 11. 7. 2019.
- Savela, Markku. „Eilema complana (Linnaeus, 1758)”. Lepidoptera and Some Other Life Forms. Приступљено 11. 7. 2019. Taxonomy